# Jens Nygaard Knudsen
Pour les articles homonymes, voir Knudsen.
Jens Nygaard Knudsen, né le 25 janvier 1942 et mort le 19 février 2020 à Hvide Sande est un designer danois chez Lego. Il est notamment le concepteur en 1978 des fameux petits bonshommes aux bras et jambes mobiles de chez Lego.

## Biographie

Brevet américain original des figurines chez Lego
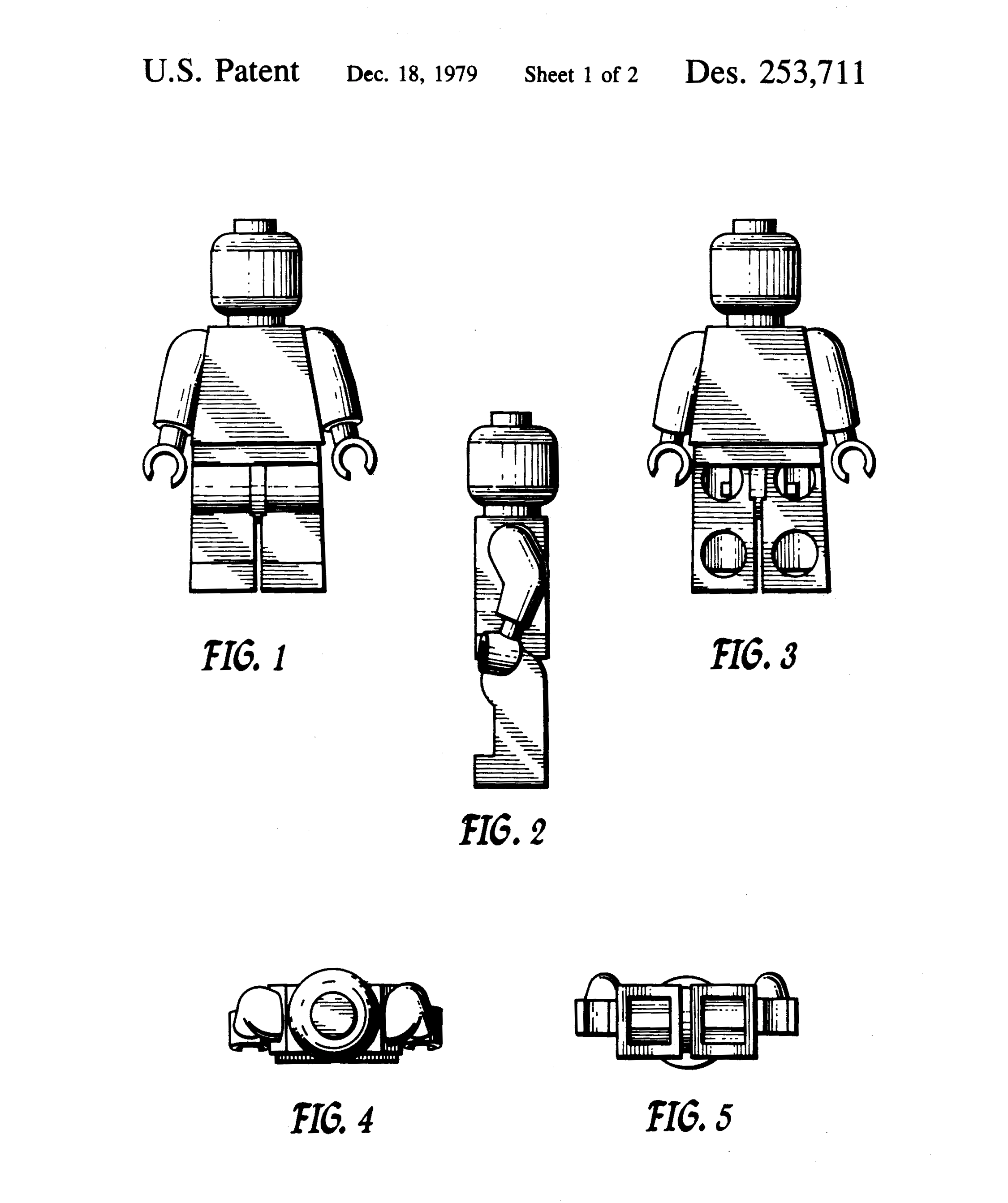
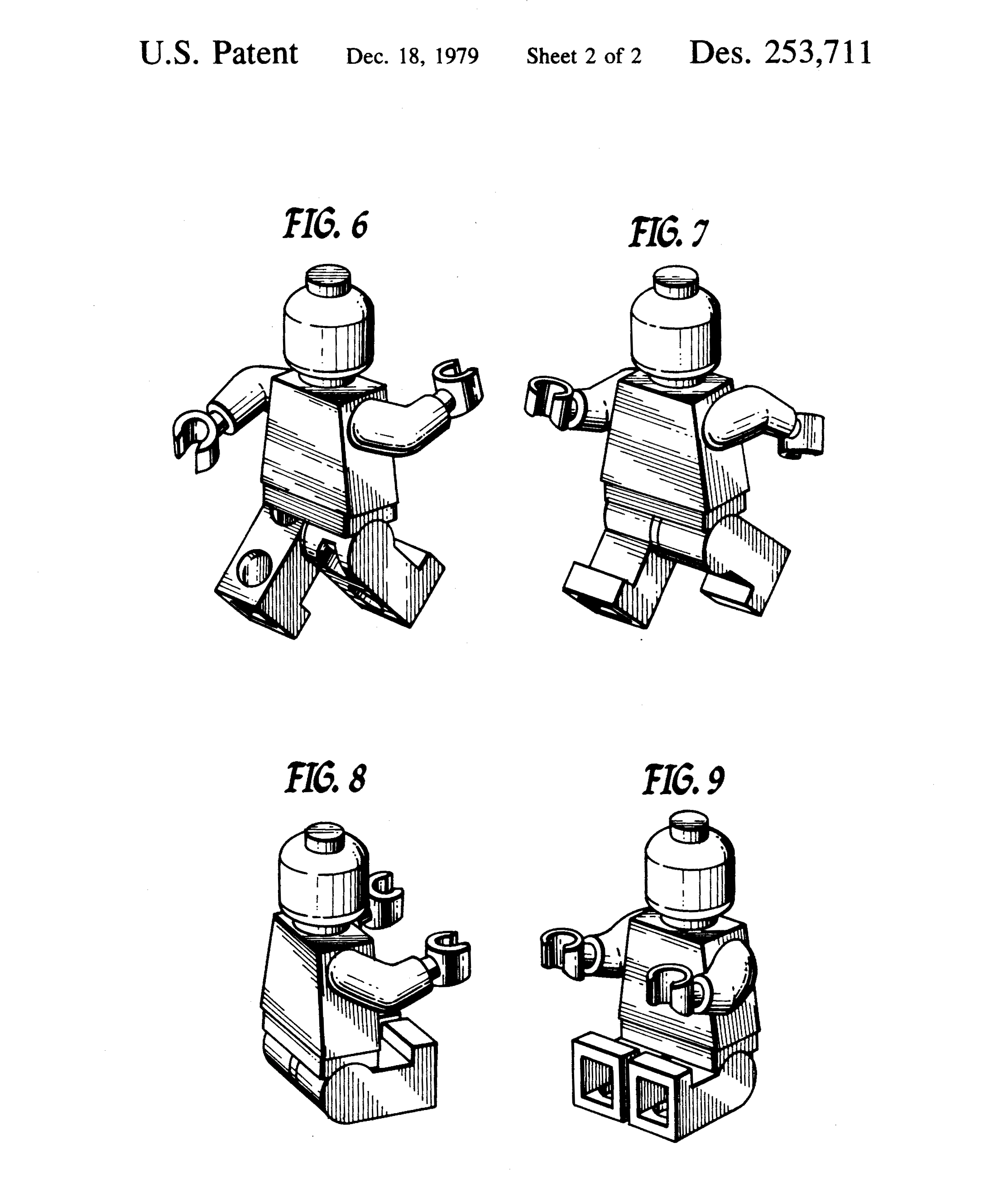